# Djahrom
Djahrom (en persan : جهرم / Jahrom) est une ville de la province du Fars en Iran. Elle est située à 190 km au sud-est de Chiraz. 
Les différents recensements de la population l'ont  estimée à 112 468 habitants en 2006, 114,108 en 2011 et 141,634 en 2016.
Djahrom est l'une des villes historiques d'Iran.  Son fondateur, Artaxerxès Ier, fils de Xerxès Ier, fut un roi achéménide.
Le poète Ferdowsi a mentionné Jahrom à plusieurs reprises dans son Livre des Rois. Et notamment dans les récits concernant le roi Ardashir Ier.
La ville est en majorité agricole et ses produits principaux sont les dattes, les agrumes et le blé.

## Personnalités
- Ali Mohammad Khademi (1913-1978), pilote et président de la compagnie aérienne iranienne